# Platycerus
Platycerus es un género de escarabajos  de la familia Lucanidae.
- Platycerus acuticollis
- Platycerus akitaorum
- Platycerus businskyi
- Platycerus caprea (De Geer, 1774)
- Platycerus caraboides (Linnaeus, 1758)
- Platycerus caucasicus (Parry, 1864)
- Platycerus consimilis
- Platycerus cribripennis Van Dyke, 1928
- Platycerus cupreimicans
- Platycerus delagrangei Fairmaire, 1892
- Platycerus delicatulus
- Platycerus depressus LeConte, 1850
- Platycerus dundai
- Platycerus feminatus
- Platycerus hiurai
- Platycerus hongwonpyoi Imura & Choe, 1989
  - Platycerus hongwonpyoi hongwonpyoi
  - Platycerus hongwonpyoi qinlingensis
  - Platycerus hongwonpyoi tianmus
- Platycerus kawadai
- Platycerus kitawakii
- Platycerus ladyae
- Platycerus marginalis Casey, 1897
- Platycerus miyashitai
- Platycerus oregonensis Westwood, 1844
- Platycerus perplexus
- Platycerus piceus Kirby, 1837
- Platycerus primigenius E. Weise, 1960
- Platycerus pseudocaprea Paulus, 1970
- Platycerus rugosus
- Platycerus senguni
- Platycerus sepultus
- Platycerus spinifer Schaufuss, 1862
- Platycerus sue
- Platycerus sugitai
- Platycerus tabanai
- Platycerus tieguanzi
- Platycerus turnai
- Platycerus urushiyamai
- Platycerus virescens (Fabricius, 1775)
- Platycerus zherichini